# Лопатник-при-Веленю
Лопатник-при-Веленю (словен. Lopatnik pri Velenju) — поселення в общині Веленє, Савинський регіон, Словенія. 
Висота над рівнем моря: 574,9 м.